# Joep Vermolen
Joep Vermolen (Eindhoven) is een Nederlands acteur en componist.
Vermolen was voor zijn acteercarrière een componist. Hij is in 2013 afgestudeerd aan de Hogeschool voor de Kunsten Utrecht op de afdeling Music Composition and Production, waarna hij muziek maakte voor films, documentaires en theater. Hij werd door toeval gecast voor de hoofdrol in de comedyserie Toon. In 2019 speelde hij de rol van Bram in de dramaserie Het geheime dagboek van Hendrik Groen. In 2021 verscheen hij in de reclamespot "Philip en z'n hart" van de Hartstichting. In 2022 verscheen hij samen met Sarah Bannier als Matthijs en Roos in de reclamespotjes van OHRA.
Vermolen ontving in 2016 bij de 48 Hour Film Project in Amsterdam een nominatie voor zijn bijdrage in de film Ongeneeslijk Verliefd.

## Discografie
Componist voor film:
- 2010: Still
- 2011: Brommer op zee
- 2011: Half
- 2013: Wildcards - Dagboek van een vampiermeisje
- 2014: De kleine wereld van Machteld Cossee